# المواقف المجتمعية تجاه الإجهاض
تنوعت المواقف المجتمعية تجاه الإجهاض على امتداد الفترات التاريخية والثقافات المختلفة. أحد الطرق المستخدمة لتقييم هذه المواقف في العصر الحديث هي إجراء استطلاعات رأي لقياس آراء الرأي العام حول الإجهاض.

## المواقف تبعًا المنطقة

### أفريقيا
جنوب أفريقيا: تناولت دراسة أجراها مجلس أبحاث العلوم الإنسانية عام 2003 المواقف الأخلاقية بين مواطني جنوب أفريقيا: قال 56% منهم إنهم يعتقدون أن الإجهاض خطأ حتى إن كان هناك احتمال كبير لوجود عيب خطير في الجنين، في حين قال 70% منهم إن الإجهاض خطأ إذا كان السبب الأساسي لإجرائه هو أن الوالدين يمتلكان دخلًا منخفضًا أو ربما غير قادرين على تحمل نفقات طفل آخر.

### أوروبا
- النمسا: تناول استطلاع في الرأي لبرنامج أو جي إم أجري في مايو من عام 2007 آراء مواطني النمسا المتعلقة بأخلاقية الإجهاض، حيث كان السؤال، «هل تعتقد، شخصيًا، أن الإجهاض مسألة أخلاقية؟»، أجاب 20% منهم «نعم، دائمًا»، وأجاب 59% منهم «نعم، تحت ظروف معينة»، وأجاب 19% منهم «لا، أبدًا» و2% منهم أجابوا بأنهم «ليسوا متأكدين».[2]
- جمهورية التشيك: أظهر استطلاع أجرته مؤسسة سي في في إم في مايو من عام 2007، أن 72% يعتقدون أن الإجهاض يجب أن يكون مسموحًا في جمهورية التشيك «بناء على طلب المرأة»، و19% منهم اعتقدوا أنه يجب أن يكون مسموحًا «لأسباب مجتمعية»، و5% اعتقدوا أنه يجب أن يكون مسموحًا فقط «إذا كانت صحة المرأة في خطر»، و1% اعتقدوا أنه يجب «حظره».[3]
- جمهورية إيرلندا: أظهر استطلاع أجرته صحيفة آيريش إكزامينر/ريدسي حول الإجهاض في إيرلندا في يناير من عام 2010، أن 60% من الأشخاص الذين تتراوح أعمارهم بين 18-35 سنة شعروا أن الإجهاض يجب أن يكون مشرعًا، و10% كانوا في علاقة حصل فيها إجهاض. أظهر استطلاع رأي أجراه ميلوارد براون لاندسداون لصالح حملة برو لايف في يناير من عام 2010، أن 70% من الأشخاص الذين شملهم الاستطلاع فضلوا الحماية الدستورية للأجنة في ظل الظروف التي كان فيها التدخل من أجل إنقاذ حياة الأم قانونيًا. أظهر استطلاع أجرته شركة بادي باور/ريد سي استطلاعًا شمل 1002 شخصًا بالغًا، أن 29% من المصوتين اعتقدوا أنه يجب أن يكون هناك مادة دستورية تسمح بالإجهاض «في أي حالة تطلب فيها المرأة ذلك». وصل التأييد إلى أعلى مستوياته 37% بين الفئة العمرية 18-35 سنة.[4]
- بريطانيا العظمى: سأل استطلاع في الرأي أجرته شركة أنغوس ريد في يناير من عام 2010 «هل تعتقد أن الإجهاض يجب أن يكون قانونيًا تحت أي ظروف، أو قانونيًا تحت ظروف محددة أو غير قانوني في جميع الظروف؟»، أجاب 36% منهم أنهم يعتقدون أن الإجهاض يجب أن يكون قانونيًا في جميع الظروف، وقال 55% منهم إنه يجب أن يكون قانونيًا في ظروف معينة، و3% منهم قالوا إنه يجب أن يكون غير قانوني في جميع الظروف.[5]
- بولندا: أظهر استطلاع في الرأي أجرته مجموعة كانتار في أبريل من عام 2019 في بولندا أن 58% من البولنديين يدعمون حق النساء بالإجهاض عند طلبهم ذلك حتى الأسبوع الثاني عشر من الحمل، وعارض 35% منهم ذلك، و7% لم يعطوا آراءهم. أظهر استطسلاع أجري في 28 أكتوبر من عام 2020 أن 22% من البولنديين يؤيدون الإجهاض عند الطلب، و62% منهم فقط يؤيدونه في ظروف معينة و11% منهم اعتقدوا أنه يجب أن يكون غير قانوني بشكل كامل.[6]